# Phrynobatrachus mababiensis
Phrynobatrachus mababiensis es una especie  de anfibios de la familia Phrynobatrachidae.

## Distribución geográfica
Se encuentra en Angola, Botsuana, Malaui, Mozambique, Namibia, Sudáfrica, Suazilandia, Tanzania, Zambia, Zimbabue y, posiblemente en Etiopía, Sudán del Sur y Uganda. Quizá en el sur de República Democrática del Congo y Kenia.